# Courtney Force

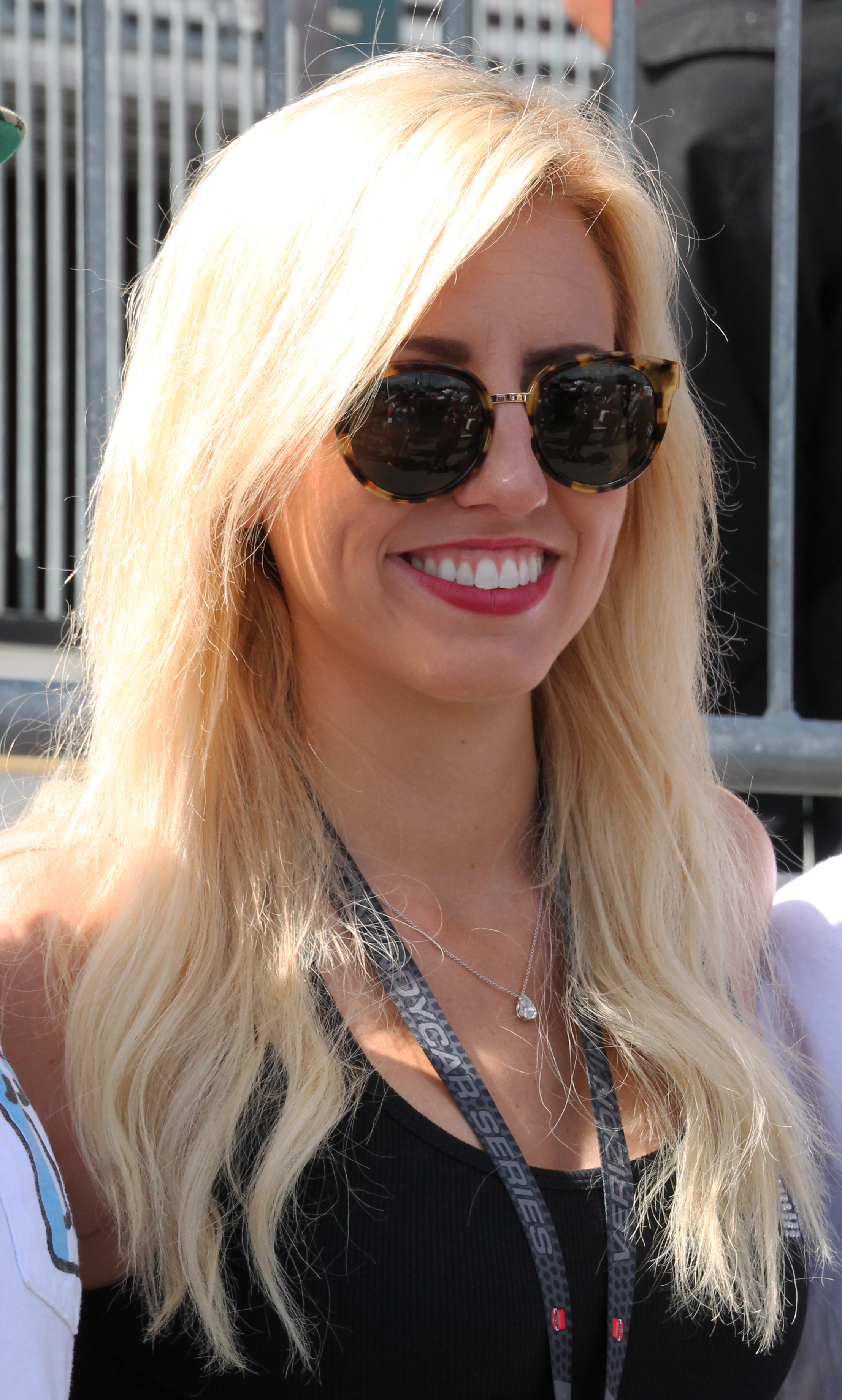

Courtney Force (20 juni 1988, in het zuiden van Californië) is de jongste dochter van John Force, zestien keer nationaal kampioen in de NHRA Funny Car, en zijn vrouw Laurie. Haar oudere zussen Ashley en Brittany zitten ook in de autosport. Als kind volgen ze alle drie de carrière van hun pa, bij alle wedstrijden zijn ze aanwezig. Hoewel Courtney aanvankelijk cheerleader is, krijgt ze het racevirus snel te pakken. Op haar zestiende haalt ze haar rijbewijs zodat ze mag deelnemen aan de Super Comp Dragster.
Na drie jaar gaat ze over naar Top Alcohol Dragster, waar ze eveneens drie jaar blijft vooraleer ze de stap zet naar de Fuel Funny Car. Op dat moment heeft ze ook een diploma communicatiewetenschappen op zak. Het eerste jaar rijdt ze als testpilote in het team van haar vader en in 2012 krijgt ze een eigen bolide in handen.
Ze laat zich snel gelden en in haar vijftiende race, in Seattle, mag ze al het hoogste schavotje beklimmen. Ze is daarmee de derde vrouw die een TF/FC-race wint, na haar zus Ashley en Melanie Troxel. Ze eindigt dat jaar als vijfde in het algemeen klassement en wordt verkozen tot Rookie of the Year 2012.
Terwijl ze in 2013 een zevende plaats behaalt, pakt haar vader John zijn zestiende titel. Courtney slaagt er wel in 10 van de 25 matches in om vóór hem te finishen.